# Etciù! Accipicchia, che starnuto!
Etciù! Accipicchia, che starnuto! (Monster By Mistake!) è un cartone animato prodotto da CCI Entertainment Ltd., Catapult Productions, Telefilm Canada e Bell Fund. È stato trasmesso originariamente sul canale canadese in lingua inglese YTV.
Nell'edizione italiana è stato distribuito con due titoli differenti: il primo, relativo alla prima messa in onda sul canale a pagamento Disney Channel, è stato Mostro per errore, coerente con il titolo originale inglese, mentre per le repliche sui canali televisivi gratuiti (Italia 1 a partire dal 2007), è stato modificato in Etciù! Accipicchia, che starnuto!.
In Canada il primo episodio è andato in onda il 18 settembre 1999, mentre l'ultimo il 23 marzo 2003, per un totale di 52 episodi in 4 stagioni.

## Personaggi
- Warren Patterson (doppiato da Julie Lemieux nella versione originale e da Renata Bertolas in quella italiana): un ragazzino di 8 anni che, in seguito a una maledizione, si trasforma in un enorme mostro blu ogni volta che starnutisce.
- Tracy Patterson (doppiata da Hillary Goldhar nella versione originale e da Sonia Mazza in quella italiana): la sorella di Warren, che decide di diventare una strega dopo aver trovato il libro di incantesimi di Gorgool.
- Gorgool (doppiato da Len Carlson nella versione originale e da Sergio Romanò in quella italiana): un demone sigillato in una sfera che vuole dominare il regno di Fenrath. Il suo cristallo è ciò che ha maledetto Warren.
- Johnny B. Dead (doppiato da William Colgate nella versione originale e da Mario Scarabelli in quella italiana): il fantasma di un suonatore di tromba che vive nella soffitta dei Patterson e aiuta Warren e Tracy nelle loro avventure.
- Schiavo (Servant) (doppiato da Howard Jerome nella versione originale e da Stefano Albertini in quella italiana): lo schiavo di Gorgool, che porta il suo padrone in giro e viene spesso incaricato di recuperare il libro di incantesimi che ora è di proprietà di Tracy.
- Billy Castleman (doppiato da Daniel DeSanto nella versione originale e da Patrizia Scianca in quella italiana): il bullo che tormenta Warren, cerca spesso di rivelare a tutti della sua maledizione, ma non ci riesce mai.
- Roz e Tom Patterson (doppiati da Sally Cahill e Tony Rosato nella versione originale e da Dania Cericola e Pino Pirovano in quella italiana): i genitori di Warren e Tracy. Il padre lavora come autista di autobus.
- Sig.ra Gish (doppiata da Barbara Franklin nella versione originale e da Caterina Rochira in quella italiana): la maestra di Warren e Tracy.
- Red
- Freddie (doppiato da Susan Roman nella versione originale e da Cinzia Massironi in quella italiana): un amico di Warren con la passione per il calcio e le barzellette.
- Connor (doppiato da Susan Roman nella versione originale e da Irene Scalzo in quella italiana): un amico di Warren, ama i videogiochi, sa suonare il pianoforte e spesso saltella sul pogo.
- Zia Dolores (doppiata da Jayne Eastwood nella versione originale e da Elisabetta Cesone in quella italiana): la zia di Warren. Agente di polizia, è spesso sulle tracce del mostro senza sapere che in realtà si tratta proprio di suo nipote.
- Dottor Fossel (doppiato da Michael Fawkes nella versione originale e da Enrico Bertorelli in quella italiana): un archeologo amico di Warren e Tracy, uno dei pochi a conoscenza dei segreti dei due ragazzi.
- Dottor Malarmar (doppiato da Adrian Truss nella versione originale e da Diego Sabre in quella italiana): un artista della truffa che usa vari travestimenti per ingannare la gente e derubarla, ma viene sempre messo sotto scacco da Warren.
- Wesley Whiffington III (doppiato da Christopher Ralph nella versione originale e da Patrizia Mottola in quella italiana): un ragazzino ricco e viziato con interessi negli affari e in altre faccende "da adulti".
- Miranda Bell (doppiata da Alyson Court nella versione originale e da Emanuela Pacotto in quella italiana): una ragazza che afferma di essere molto più intelligente di tutti i suoi compagni di classe.